# San Lorenzo (Kalifornien)
San Lorenzo ist ein census-designated place (CDP) im Alameda County im US-Bundesstaat Kalifornien mit 29.581 Einwohnern (Stand: 2020).
Die geographischen Koordinaten sind: 37,68° Nord, 122,13° West. Das Stadtgebiet hat eine Größe von 7,2 km².